# 雅贊·阿爾奈馬特
雅贊·阿爾奈馬特（阿拉伯语：‎，1999年6月4日—），是一名约旦足球运动员，司职中场。现效力卡達星級足球聯賽球隊阿赫利，约旦国家足球队成員。

## 榮譽
約旦U23
- 西亞U23錦標賽冠軍 : 2021

約旦國家隊
- 亞足聯亞洲盃亞軍 : 2023

## 外部連結
- Soccerway資料庫：雅贊·阿爾奈馬特